# ميخائيل بيرد (سياسي)
ميخائيل بيرد (بالإنجليزية: Michael Bird)‏ هو سياسي أمريكي، ولد في 1930. حزبياً، نشط في الحزب الجمهوري.